# Sybaris

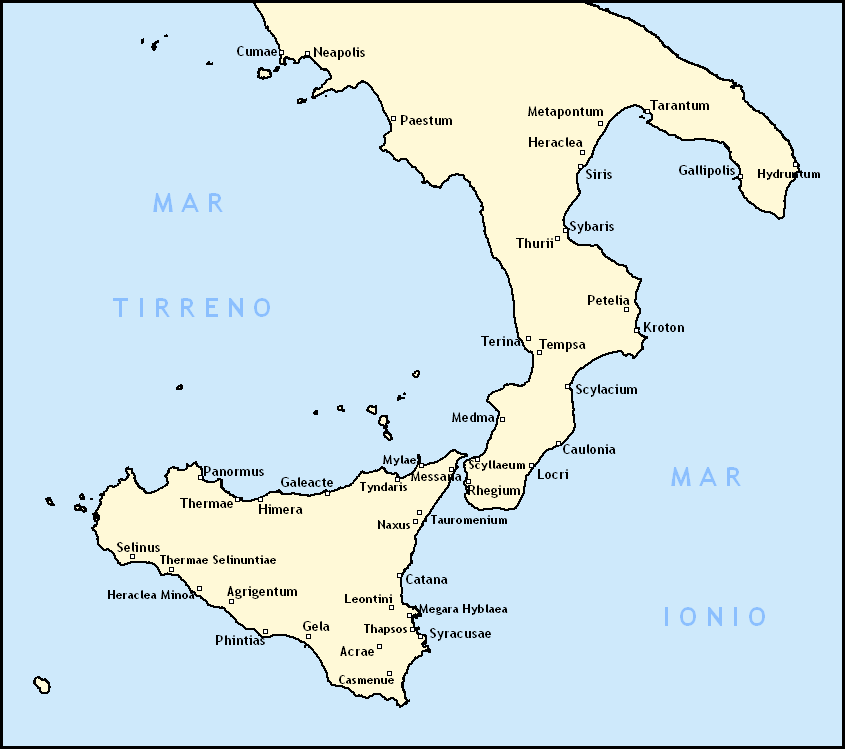
Karta över grekiska kolonier i Syditalien

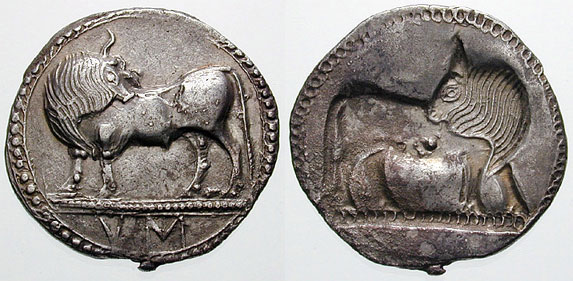
Mynt från Sybaris, c. 550-510 f.Kr.

Sybaris (grekiska: Σύβαρις) var en antik grekisk koloni vid Tarantobukten i Syditalien (Magna Graecia), mellan floderna Crati och Sibari. Den var den äldsta kolonin i denna trakt, grundad av achaier på 720-talet f.Kr. Då dess omgivningar var utomordentligt bördiga höjde sig Sybaris snart till stor rikedom och makt. Den hade en omkrets av 9 kilometer, och grundade själv flera nya kolonier, bland andra Poseidonia, Laos och Skidros. I slutet av 500-talet f.Kr. råkade emellertid staden i strid med grannstaden Kroton, vilket ledde till Sybaris fullständiga förstöring 510 f.Kr. Inte långt från staden grundades på 400-talet f.Kr. en ny koloni, Thurioi.
Sybaris invånare blev kända för sitt luxuösa och utsvävande leverne; därav ordet sybarit, med betydelsen "vekling" eller "vällusting".